# Egészség

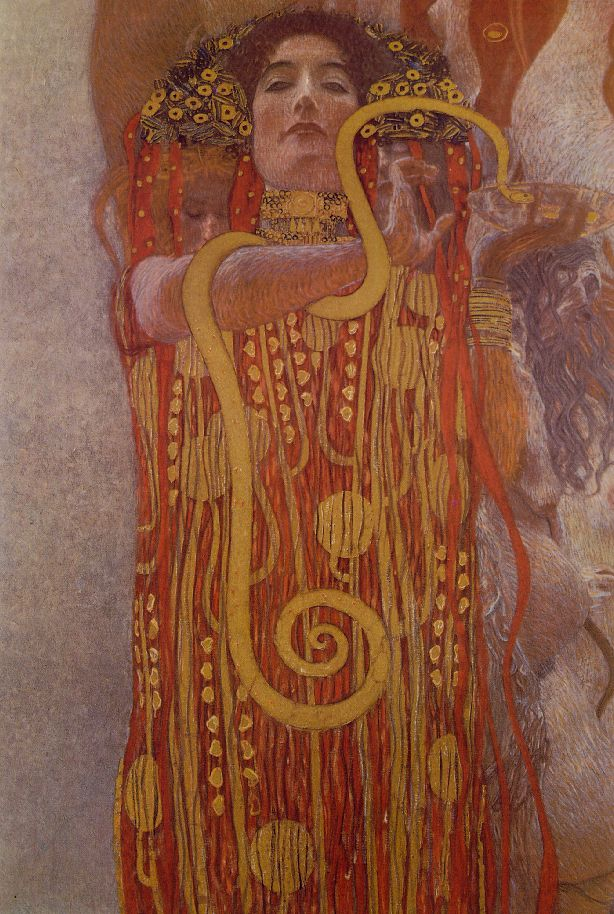
Gustav Klimt: Hügieia
a görög mitológiában az egészség, a tisztaság és a közegészségügy istennője

„Az egészség a teljes testi, lelki és szociális jóllét állapota, és nem csupán a betegség  hiánya”. 
1948-as megalakulásakor az Egészségügyi Világszervezet (World Health Organization, WHO) az egészséget így definiálta.  A fogyatékosság nem zárja ki az egészséget. A WHO meghatározása New Yorkban született, 1946-ban, a 61 ország részvételével megrendezett Egészség Konferencián, majd az 1948. április 7-n hatályba helyezett Egészségügyi Világszervezet (WHO) Alkotmánya tette széleskörűen ismertté.
Az egészség dimenziói:
- biológiai egészség: a szervezetünk megfelelő működése,
- lelki egészség: személyes világnézetünk, magatartásbeli alapelveink, illetve a tudat nyugalmának és az önmagunkkal szembeni békének a jele,
- mentális egészség: a tiszta és következetes gondolkodásra való képesség,
- emocionális egészség: az érzések felismerésének, illetve azok megfelelő kifejezésének a képessége,
- szociális egészség: másokkal való kapcsolatok kialakításának egészsége.

## Az egészséget meghatározó tényezők
Egészségünket meghatározza makro- és mikrokörnyezetünk, a társadalom berendezkedése, szociális érzékenysége, továbbá személyi kapcsolataink és öröklött tulajdonságaink.

Milyen közvetlen tényezők befolyásolják az egészséget? Ezeket a hatásokat külső és belső tényezőkre bontva, az egyén és a környezete közvetlen kölcsönhatása, vagyis a bio-pszicho-szociális hatások egyensúlyi állapota jellemzi. Nemcsak a természeti katasztrófákat (árvíz, cunami, ózonlyuk, földrengés stb.), a környezeti ártalmakat, a fertőző betegségeket kell elkerülni ahhoz, hogy megőrizhessük egészségünket. Az emberi magatartás és tevékenység következtében létrejövő egészségkárosító hatásokat is csökkenteni kell, mint például a zajt, a vibrációt, az élelmezési, táplálkozási és egyéb higiénés ártalmakat, vagy az önveszélyeztető magatartásokat: a drog, a dohány és az alkoholfogyasztást is.

## Az egészség forrása
Az egészség forrásai mindazok a külső és belső tényezők, melyek az egyént korának, nemének, földrajzi helyének és társadalmi helyzetének figyelembevételével hozzásegítik egészsége optimalizálásához.

### Egészségvédelem
Közös koordinált tevékenység, amely nemcsak az egészségügyre korlátozódik, hanem államigazgatási, törvényi, intézményesített feladat, magába foglalja az egészségmegőrzést, az egészségnevelést. Magyarországon az „Országgyűlés- a lakosság egészsége iránt érzett felelősségétől áthatva” megalkotta az 1997. évi CLIV. törvényt az egészségügyről.

### Egészségmegőrzés, fejlesztés
Az ENSZ definíciója szerint „az egészség megőrzése olyan fogalom, amely az egészséget elősegítő életmód, és az ezt ösztönző társadalmi, gazdasági, környezeti és személyes tényezők támogatását öleli fel”. Vagyis az egészséget szolgáló magatartásnak két alapvető formája van: az egyéni (tanácsadás, nevelés, klinikai beavatkozás) és a közösségi (egészséggazdasági, társadalmi, kulturális, természeti és technikai feltételek javítása).